# Ocellularia holospora
Ocellularia holospora är en lavart som först beskrevs av Julien Herbert Auguste Jules Harmand och som fick sitt nu gällande namn av Alexander Zahlbruckner 1923. 
Ocellularia holospora ingår i släktet Ocellularia och familjen Thelotremataceae. Inga underarter finns listade i Catalogue of Life.